# The High-Lows
The High-Lows (jap. ザ・ハイロウズ, Za Hairōzu) waren eine japanische Punkrockband, die seit 1995 existiert und seit 2005 pausiert.

## Allgemeines
Hiroto und Mashi (Mashima Masatoshi) formten mit den anderen drei, die sie bereits vorher kannten, 1995 die Band. Damit kann man die High-Lows als Nachfolgeband von The Blue Hearts verstehen. Erwähnenswert ist, dass Shirai Mikio (Miki) bereits den Blue Hearts unterstützend im Studio sowie auf Konzerten zur Seite stand, wenn er auch nie offiziell Mitglied der Band war. Er verließ die High-Lows 2005, um zusammen mit Kajiwara Tetsuya (Kaji-kun), den Drummer der Blue Hearts, als The Big Hip Musik zu machen.
Im November desselben Jahres gab Hiroto bekannt, dass er momentan „keine Lust“ auf die High-Lows habe und eine „Pause“ mache. In der Zeit danach erschienen Hiroto und Mashi immer wieder incognito bei Festivals. Gerüchte über eine neue Band kamen auf. Diese bestätigten sich im Spätsommer 2006, als The Cro-Magnons ihre erste Single herausbrachten.

## Stil
Stilistisch sind die High-Lows wesentlich „erwachsener“ als die Blue Hearts. Das spiegelt sich vor allem in den Texten wider, die überwiegend mehr „Tiefe“ besitzen und meist poetischer sind, als die hauptsächlich „rebellischen“ Texte der Blue Hearts.
Die Melodien und Rhythmen sind weit weniger „hart“ als vorher. Stattdessen finden sich oft Ansätze von Latinorhythmen und Folkrock. Auch spielt Hiroto wesentlich öfter Harmonika als zu Zeiten der Blue Hearts. Trotzdem kann man die High-Lows wie auch die Blue Hearts in das Genre Punkrock einordnen.

## Diskografie

### Studioalben
1. Thenigh-Lows (1995)
2. Tigermobile (1996)
3. ロブスター (Lobster) (1998)
4. バームクーヘン (Baumkuchen) (1999)
5. Relaxin’ With The High-Lows (2000)
6. Hotel Tiki-Poto (2001)
7. angelbeetle (2002)
8. Do!!The★Mustang (2004)

### Minialben
1. 4×5 (フォー・バイ・ファイブ) (1997)
2. GO! ハイロウズ GO! (Go! High-Lows Go!) (1999)

### Best Of
1. flip flop (2000)
2. flip flop2 (2003)
3. Flash ~Best~ (2006)

### Singles
1. ミサイルマン (Missile Man) (1995)
2. グッドバイ (Goodbye) (1995)
3. スーパーソニックジェットボーイ (Supersonic Jet Boy) (1996)
4. 胸がドキドキ (Mune ga Doki Doki) (1996) – Thema der ersten Staffel von Detektiv Conan
5. 相談天国 (Sōdan Tengoku) (1996)
6. ロッキンチェアー (Rocking Chair) (1996)
7. Happy Go Lucky (1997)
8. 月光陽光 (Gekkō Yōkō) (1997)
9. 千年メダル (Sennen Medal) (1998)
10. 真夜中レーザーガン／アウトドア派 (Mayonaka Laser Gun) (1998)
11. ローリング・ジェット・サンダー (Rolling Jet Thunder) (1998)
12. 罪と罰 (Tsumi to Batsu) (1999)
13. ハスキー (Husky) (1999)
14. 青春 (Seishun) (2000)
15. Flower (2000)
16. 十四才／フルコート (Jūyonsai / Full Court) (2001)
17. ニューヨーク (New York) (2001)
18. いかすぜOK (Ikasuze OK) (2002)
19. Too Late To Die (2002)
20. 一人で大人一 人で子供／俺たちに明日は無い (Hitori de Otona Hitori de Kodomo / Oretachi ni Asu wa Nai) (2002)
21. 夏なんだな (Natsu Nandana) (2003)
22. 日曜日よりの使者 (Nichiyōbi Yori no Shisha) (2004)
23. 荒野はるかに／ズートロ (69バージョン) (Kōya Haruka ni / Zuutoro [69 Version]) (2004)
24. 砂鉄 (Satetsu) (2004)
25. スパイダー・ホップ (Spider Hop) (2004)
26. サンダーロード (Thunder Road) (2005)